# Alejandro Aura
Alejandro Aura (Ciudad de México, 2 de marzo de 1944 - Madrid, España, 30 de julio de 2008) fue un ensayista, poeta y dramaturgo mexicano, además de actor y promotor cultural. Fue hermano y padre de las actrices Marta Aura y María Elena Aura, respectivamente, y padre de Cecilia Aura Cross, quien se dedicó a la traducción y a la interpretación simultánea. 
Participó en diferentes películas, entre ellas Alguien nos quiere matar (1970), de Carlos Velo, con guion de José Agustín y canciones de su esposa Elsa Cross. En 1973 recibió el Premio Nacional de Poesía Aguascalientes por Volver a casa, el jurado lo integraron Efraín Huerta, Óscar Oliva y Jorge Hernández Campos. Junto con su labor como hombre de letras, destacó su paso por la televisión con el programa nocturno Entre amigos, que proyectó al comediante Andrés Bustamante. Como promotor cultural, estuvo a cargo del Instituto de Cultura del Gobierno del Distrito Federal (hoy Secretaría de Cultura de la Ciudad de México), en donde promovió el uso de espacios públicos para celebraciones culturales y fundó un millar de grupos de lectura (los libro-clubs). Creó en Coyoacán, junto con Carmen Boullosa y su hermano Pablo, el teatro-bar El Hijo del Cuervo.

## Obra publicada

### Cuentos
- La historia de Nápoles, México, Centro de Información y Desarrollo de la Comunicación y la Literatura Infantil, 1988.
- Los baños de Celeste, México. ed. Posada, 1989.
- La hora íntima de Agustín Lara, México, ed. Cal y Arena, 1993.
- El otro lado y A la orilla del viento, México, Fondo de Cultura Económica, 1993.

### Poesía
- Cinco veces la flor, en Poesía Joven de México (colectivo), México, ed. Siglo XXI, 1967.
- Alianza para vivir, UNAM, 1969.
- Varios desnudos y dos docenas de naturalezas muertas, Nuevo León, México, Poesía en el Mundo, 1971.
- Volver a casa, México, Instituto Nacional de Bellas Artes/ Joaquín Mortiz, 1974; Popular, Lecturas mínimas, 1987.
- Tambor interno, México, Casa de la Cultura del Estado de México, 1975.
- Hemisferio sur, México, Papeles Privados, 1982.
- La patria vieja, México, Universidad Autónoma de Puebla, Asteriscos, 1986.
- Cinco veces, México, Secretaría de Educación Pública, 1989.
- Poeta en la mañana, México, Fondo de Cultura Económica, 1991.
- Mi hermano mayor"

### Teatro
- Las visitas, México, 1979.
- Salón calavera, México, 1982.
- Xe bubulú (en colaboración con Carmen Boullosa), México, 1984.
- Salón calavera, México, ed. Océano, 1997.

## Fallecimiento
Tras cinco años de lidiar con un cáncer de pulmón por el que le daban sólo algunos meses de vida, falleció el 30 de julio de 2008 en la Unidad Clínica Princesa de Madrid (para entonces, vivía en España, al lado de Milagros Revenga), habiéndose despedido días antes de los numerosos lectores de su blog con un poema:

"Así pues, hay que en algún momento cerrar la cuenta,/ pedir los abrigos y marcharnos,/ aquí se quedarán las cosas que trajimos al siglo/ y en las que cada uno pusimos nuestra identidad;/ se quedarán los demás, que cada vez son otros/ y entre los cuales habrá de construirse lo que sigue,/ también el hueco de nuestra imaginación se queda/ para que entre todos se encarguen de llenarlo,/ y nos vamos a nada limpiamente como las plantas,/ como los pájaros, como todo lo que está vivo un tiempo/ y luego, sin rencor, deja de estarlo".[cita requerida]

## Reconocimientos
En el 2009, se develó una placa en su honor en una calle con su nombre en la U. H. Solidaridad, en Santa Martha Acatitla de la alcaldía Iztapalapa, en la Ciudad de México.[cita requerida]